# A Lama

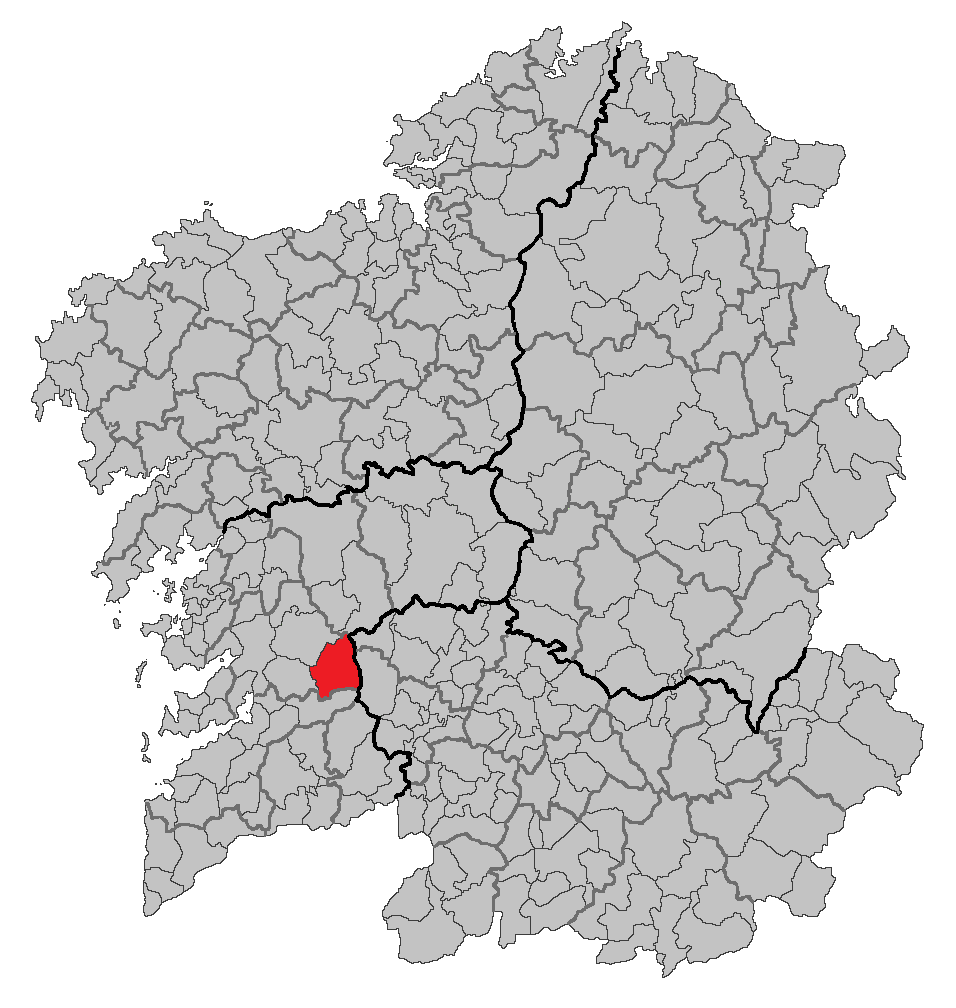
A Lama, Pontevedra, Galizia

A Lama è un comune spagnolo di 2 947 abitanti situato nella comunità autonoma della Galizia.